# Francesc Burgues
Francesc Burgues (Ciutat de Mallorca, segle XV-1551), procurador reial del Regne de Mallorca (1506-1551).
Va ser un enemic del lloctinent Miguel de Gurrea y Cerdan i n'aconseguí la seva destitució el 1517. Restaurat en el càrrec Gurrea, l'enfrontament va seguir. El 1521 Francesc Burgues va ser un dels oficials reials i membres de l'oligarquia urbana que no varen fer res per defensar el lloctinent Gurrea de la revolta dels menestrals i, al contrari, els encoratjaren i donaren suport. Tot i això, a partir de la carta de Carles I, signada a Worms, que posava la Germania fora de la legalitat, va fer que Burgues se separàs obertament del moviment. Ell la llegí davant Joan Crespí, instador del poble i del bé comú, el juliol de 1521, a la sala baixa del castell reial de l'Almudaina.
Com a castellà de la fortalesa de Santueri (Felanitx) fou requerit pels jurats per tal que no consentís que en el castell es duguessin a terme plans contra la Germania, ja que en cas contrari es podria dur a terme un atac agermanat. Finalment el castell fou assetjat.
El 1522 diversos cavallers i gentilhomes mallorquins li donaren diners en favor d'organitzar l'armada reial que s'estava preparant per atacar els agermanats a Mallorca. Un cop dominada la Germania va tenir un paper important en la repressió antiagermanada.